# Destino (film 1942 Bolváry)
Destino (Schicksal) è un film del 1942 diretto da Géza von Bolváry.

## Distribuzione
Nel 1942, il film uscì nelle sale tedesche il 18 marzo, in quelle finlandesi il 18 ottobre e il 16 novembre dello stesso anno fu distribuito anche in Danimarca con il titolo Skæbnen.